# Naveen John
Pour les articles homonymes, voir John.
Naveen John, né le 7 avril 1986 à Salmiya (en), est un coureur cycliste indien.

## Biographie
Naveen John découvre le cyclisme en 2008, au cours d'un voyage étudiant dans les montagnes de l'Arkansas. Il est alors âgé de 22 ans, et effectue sa seconde année universitaire à l'Université Purdue, aux États-Unis. Ayant grandi au Koweït, il n'a jusque-là jamais pratiqué de sport, et pèse aux alentours de 100 kilos. Durant cette période, il court entre 15 000 et 25 000 kilomètres par an, à l'entraînement et sur des courses universitaires, et perd rapidement du poids. En 2010, il est notamment troisième du Tour de Olmsted, dans sa catégorie. En 2012, il obtient son bachelor en génie électrique. À son retour en Inde, il décide de commencer sérieusement l'entraînement et la compétition,. Pour ses débuts dans son pays natal, il se classe quatrième du championnat d'Inde.
En 2014, il est sacré champion d'Inde du contre-la-montre. L'année suivante, il intègre l'équipe britannique Kingsnorth International Wheelers. Avec elle, il reçoit l’opportunité de participer à plusieurs kermesses en Belgique.
En 2016, il devient le premier cycliste indien à rejoindre une structure internationale, en signant dans l'équipe continentale australienne State of Matter MAAP. Il ne dispute cependant aucune course officielle avec cette formation. En octobre, il devient le premier cycliste indien dans l'histoire à participer aux championnats du monde, en compagnie de son compatriote Arvind Panwar. Engagé sur le contre-la-montre, il se classe 55e sur 66 concurrents, à près de huit minutes du vainqueur Tony Martin.
En 2017, Naveen John confirme son statut d'étendard du cyclisme national en devenant double champion d'Inde, en ligne et du contre-la-montre. En début d'année 2018, il se classe dixième du contre-la-montre individuel aux championnats d'Asie.

## Palmarès
| - 2012 - Championnat de Karnataka du contre-la-montre - 2e du Tour des Nilgiris - 2014 - Champion d'Inde du contre-la-montre - Championnat de Karnataka du contre-la-montre - 2016 - Champion d'Inde du contre-la-montre - 2017 - Champion d'Inde sur route - Champion d'Inde du contre-la-montre - 4e et 5e étapes du Tour des Nilgiris - 2e du Tour des Nilgiris - 2018 - Tour des Nilgiris : - Classement général - 3e et 5e étapes - 2e du championnat d'Inde du contre-la-montre | - 2019 - Médaillé d'or du contre-la-montre aux Jeux sud-asiatiques - Champion d'Inde du contre-la-montre - 2021 - Champion d'Inde du contre-la-montre - 2023 - Champion d'Inde du contre-la-montre - 2024 - Champion d'Inde du contre-la-montre |  |

## Classements mondiaux
| Année                                 | 2018  | 2019  | 2020 | 2021 | 2022  | 2023  |
| ------------------------------------- | ----- | ----- | ---- | ---- | ----- | ----- |
| Classement mondial                    | 2666e | 3259e | nc   | nc   | 1749e | 1587e |
| UCI Asia Tour                         | 636e  | 357e  | nc   | nc   | 160e  | nc    |
|                                       |       |       |      |      |       |       |
| Légende : nc = non classéSource : UCI |       |       |      |      |       |       |